# Бадзиев, Таймураз Батразович
Таймураз Батразович Бадзиев (род. 11 декабря 1980) — российский продюсер кино и телесериалов, сценарист. Участник команды КВН «Пирамида». Сооснователь и генеральный продюсер компаний MEM Cinema Production и MEM Media.

## Биография
Вырос в Республике Северная Осетия — Алания, с. Новый Батако. Окончил Горский Государственный Аграрный Университет, «Электрификация с/х». В ВУЗе присоединился к студенческому направлению КВН и вскоре стал участником команды КВН «Пирамида», г. Владикавказ. Играл в Премьер-Лиге КВН 2005, после сезона был назначен директором команды. Команда участвовала в Высшей Лиге КВН 2006, 2007, 2008 и завершила свою деятельность в 2009 году. С 2010 года Таймураз является продюсером тв-сериалов в Comedy Club production. Первой работой продюсера в компании, стал известный сериал «Интерны». В 2015 году Таймураз Бадзиев и Давид Цаллаев, основали креативное агентство «MEM Media» и кинокомпанию «MEM Cinema Production».

## Фильмография
Продюсер:
- 2024 — Конец славы (2024)
- 2023 — Неприличные деньги (2023)
- 2022 — Развод (2022)
- 2022 — Сеструха (2022)
- 2022 — Семья (2022)
- 2022 — Стрим (2022)
- 2022 — Неличная жизнь (2022)
- 2021 — Стас (2021-…)
- 2021 — Универ.10 лет спустя (2021)
- 2020 — Зона комфорта (2020—2022)
- 2020 — Гусар (2020-…)
- 2020 — Окаянные дни (2020-…)
- 2019 — Самки богомола (2019)
- 2019 — Войд (2019) — короткометражка
- 2019 — Эдуард Суровый. Слёзы Брайтона (2019)
- 2019 — Холоп (2019) — генеральный продюсер
- 2019 — Две девицы на мели (2019—2021)
- 2019 — Триада (2019-…)
- 2019 — Жуки (2019—2022)
- 2018 — Год культуры (2018-…)
- 2018 — Домашний арест (2018)
- 2018 — Света с того света (2018—2021)
- 2017 — Купи меня (2017)
- 2017 — Zомбоящик (2017)
- 2017 — LOVE IS (2017-…)
- 2016 — Бородач (2016)
- 2015 — Озабоченные (2015)
- 2013 — Неzлоб (2013—2018)
- 2013 — СашаТаня (2013-…)
- 2013 — ХБ (2013)
- 2011 — Универ. Новая общага (2011—2018)
- 2010 — Интерны (2010—2016)